# Nullanullia kotla
Nullanullia kotla är en insektsart som beskrevs av Rentz, D.C.F. 1990. Nullanullia kotla ingår i släktet Nullanullia och familjen Gryllacrididae. Inga underarter finns listade i Catalogue of Life.